# 斯特羅伯里 (加利福尼亞州圖奧勒米縣)
斯特羅伯里（英語：Strawberry）是位於美國加利福尼亞州圖奧勒米縣的一個人口普查指定地區。

## 地理
斯特羅伯里的座標為38°11′54″N 120°00′34″W / 38.19833°N 120.00944°W，而該地最高點為海拔高度1623米（即5325英尺）。

## 人口
根據2010年美國人口普查的數據，斯特羅伯里的面積為1.372平方千米，當中陸地面積為1.351平方千米，而水域面積為0.021平方千米。當地共有人口86人，而人口密度為每平方千米62人。